# جوبا لاند
جوبا لاند (بالجوبا لاند: jubbaland)، وتعرف رسميا باسم جمهورية جوبا لاند (بالصومالية: Jamhuuriyadda jubbaland) وكانت تعرف فيما قبل باسم جمهورية الصومال الديموقراطية، هي ولاية صومالية تقع في منطقة القرن الإفريقي في شرق إفريقيا.
تقع الصومال في منطقة القرن الإفريقي. ويحدها من الشرق والغرب الصومال، وكينيا والمحيط الهندي من الجنوب ومن الشمال اثيوبيا وهي في قارة إفريقيا. تتسم تضاريسها بالتنوع بين الهضاب والسهول والمرتفعات. مناخها صحراوي حار على مدار السنة مع بعض الرياح الموسمية والأمطار غير المنتظمة.